# Dischistodus perspicillatus
Dischistodus perspicillatus là một loài cá biển thuộc chi Dischistodus trong họ Cá thia. Loài này được mô tả lần đầu tiên vào năm 1830.

## Từ nguyên
Từ định danh perspicillatus trong tiếng Latinh mang nghĩa là "có đeo kính", hàm ý đề cập đến hai sọc ngắn băng ngang mắt và một đường sọc nằm dưới ổ mắt ở loài cá này.

## Phạm vi phân bố và môi trường sống
D. perspicillatus xuất hiện từ biển Andaman xuống phía nam đến bãi cạn Rowley, Tây Úc và rạn san hô Great Barrier, băng qua Indonesia trải dài đến quần đảo Solomon và Vanuatu ở phía đông, ngược lên phía bắc đến Việt Nam. Ở Việt Nam, D. perspicillatus được biết đến tại cù lao Chàm, Nha Trang, cù lao Câu và Côn Đảo.
Loài này sống gần những rạn san hô và trong các thảm cỏ biển ở đầm phá và vùng biển ngoài khơi, độ sâu đến ít nhất là 10 m.

## Mô tả
D. perspicillatus có chiều dài cơ thể tối đa được ghi nhận là 20 cm. Cá trưởng thành có màu trắng với 2 vệt đen trên lưng (kéo dài thành sọc ở cá con), và một vệt mờ hơn ở gáy. Có các vệt đốm và các sọc ngắn màu tím trên đầu và thân trên.
Số gai ở vây lưng: 13; Số tia vây ở vây lưng: 14–15; Số gai ở vây hậu môn: 2; Số tia vây ở vây hậu môn: 14–15; Số gai ở vây bụng: 1; Số tia vây ở vây bụng: 5; Số tia vây ở vây ngực: 17–18; Số lược mang: 33–35.

## Sinh thái học
Thức ăn của D. perspicillatus là tảo. Cá đực có tập tính bảo vệ và chăm sóc trứng.